# Пауэлл, Чарли
Чарльз Э́лвин Па́уэлл (англ. Charles Elvin Powell; 4 апреля 1932, Даллас — 1 сентября 2014, Сан-Диего, Калифорния) — американский спортсмен, известный по выступлениям в нескольких видах спорта, в том числе в футболе и боксе. В футболе играл на высшем уровне за профессиональные клубы «Сан-Франциско Форти Найнерс» и «Окленд Рэйдерс», в боксе встречался с такими знаменитыми чемпионами как Мохаммед Али и Флойд Паттерсон.

## Биография
Чарли Пауэлл родился 4 апреля 1932 года в Далласе, штат Техас, однако позже переехал на постоянное жительство в Сан-Диего, Калифорния, где вместе с младшим братом Артом учился в местной старшей школе.
Школьником увлекался многими видами спорта: футболом, баскетболом, бейсболом, лёгкой атлетикой. Будучи от рождения высоким и мощным парнем, играл за школьную футбольную команду на позициях деффенсив энда и оффенсив энда, признавался в школе лучшим игроком года. В лёгкой атлетике пробегал сто ярдов за 9,6 секунды, толкал ядро на 57 футов 9¼ дюйма. В баскетболе обычно выполнял роль центрового, выступал во второй школьной команде — его успехи привлекли к себе внимание некоторых специалистов, например, одно время он был на просмотре в команде «Гарлем Глобтроттерс».
Не меньших успехов Пауэлл добился и в бейсболе, обладал довольно сильным ударом — настолько сильным, что несколько раз выбивал мяч за пределы стадиона «Сан-Диего-Бальбоа». Окончив школу, подписал контракт с профессиональной бейсбольной командой «Стоктон Портс», выступавшей во второй лиге, однако здесь он пробыл всего лишь один сезон 1952 года, после чего в возрасте девятнадцати лет присоединился к известному клубу «Сан-Франциско Форти Найнерс», став таким образом самым молодым игроком Национальной футбольной лиги. С попеременным успехом в общей сложности отыграл за них пять сезонов (1952—1953, 1955—1957), затем ещё пару сезонов провёл в «Окленд Рэйдерс» (1960—1961).
Одновременно с выступлениями в игровых видах спорта Пауэлл сделал весьма успешную боксёрскую карьеру, в период 1953—1965 он провёл на профессиональном ринге 39 боёв, из них 25 окончил победой (в том числе 17 досрочно), 11 раз проиграл, в трёх случаях была зафиксирована ничья. Первого серьёзного успеха как боксёр добился в 1959 году, побив кубинца Нино Вальдеса, который на тот момент занимал второе место в рейтинге тяжеловесов. В 1963 году дрался с молодым Мохаммедом Али (выступавшим тогда под своим настоящим именем Кассиус Клей) — на полностью заполненном стадионе «Сивик-арена» в Питтсбурге Али отправил его в нокаут уже в третьем раунде. Также среди его соперников был бывший чемпион мира в тяжёлом весе Флойд Паттерсон, нокаутировавший его в шестом раунде.
Завершив карьеру профессионального спортсмена, Чарли Пауэлл проживал в калифорнийском городе Пасадина. В поздние годы страдал от деменции, умер 1 сентября 2014 года в возрасте 82 лет.